# 沃拉甘·罗娜瓦查拉

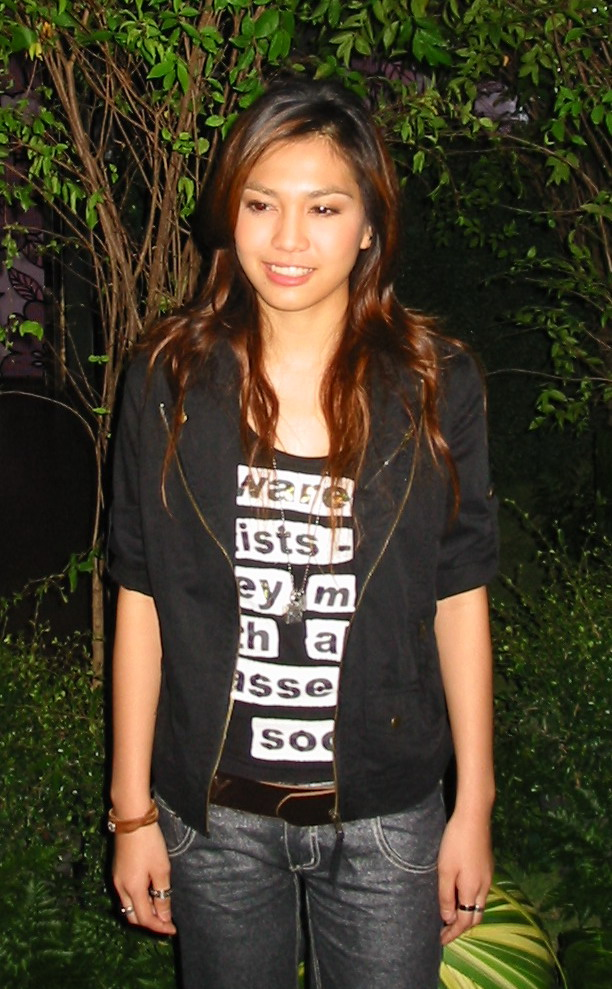
2007

沃拉甘·罗娜瓦查拉（英語：Punch，昵称：พั้นช์，1984年5月9日—）泰国女歌手和女演員。

## 经历
罗娜瓦查拉9岁与家人一起参加了歌唱比赛，虽然没有取得名次，但已经受到了关注。2005年以专辑《黑眼女孩的请求》正式出道，凭借专辑中的歌曲《我们应该是一对恋人》迅速走红，成为泰国新生代小天后。
现在罗娜瓦查拉不仅作为歌手，亦以演员的身份在演艺界活跃着。